# Markt 15 (Alsleben)

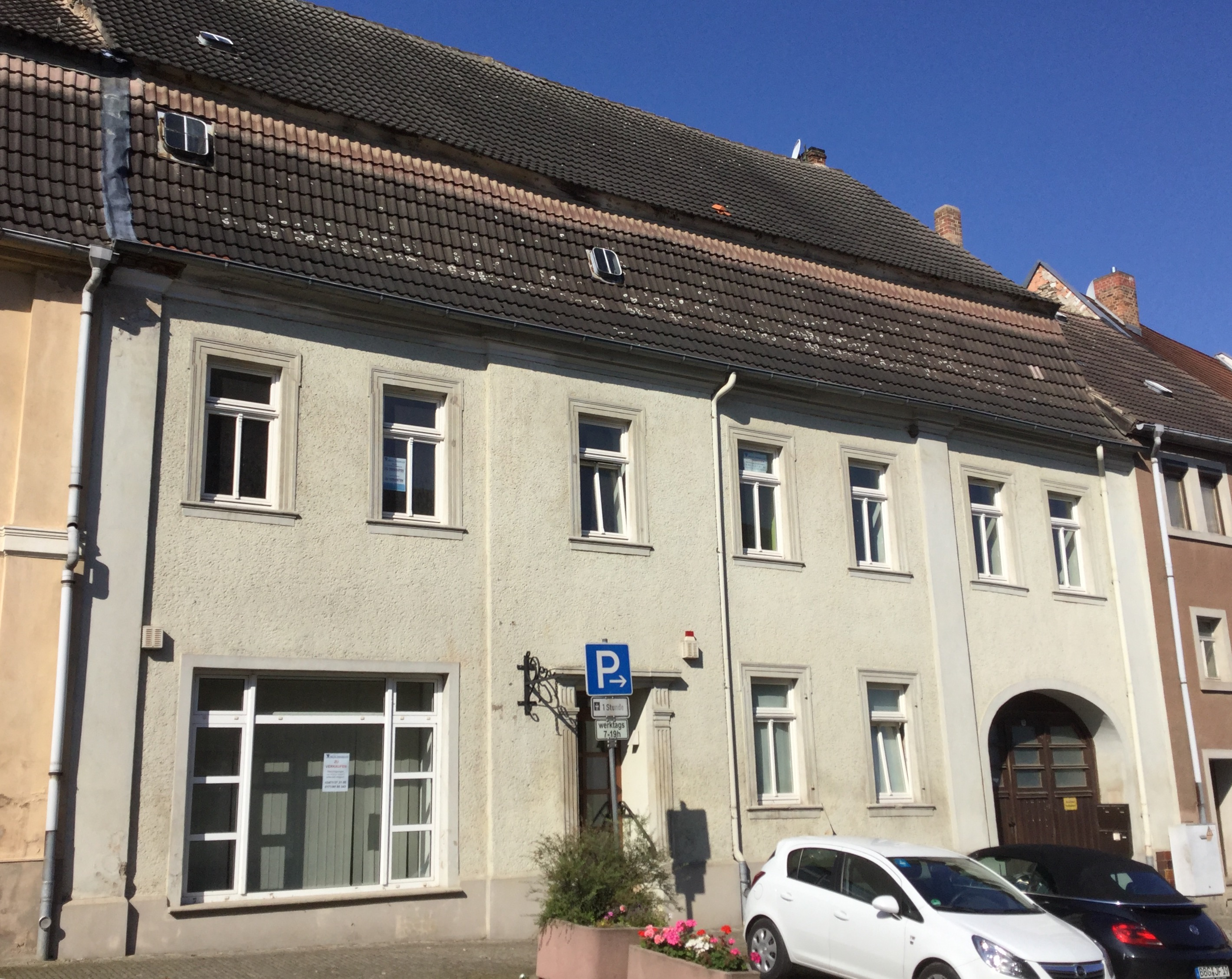
Haus Markt 15

Das Gebäude Markt 15 ist ein denkmalgeschützter ehemaliger Kaufmannshof in Alsleben (Saale) in Sachsen-Anhalt.

## Lage
Er befindet sich auf der Westseite des Markts in der historischen Alsleber Altstadt.

## Architektur und Geschichte
Das traufständig zum Markt stehende siebenachsige Wohnhaus der barocken Hofanlage entstand in der Zeit um 1780. Auf der rechten Seite besteht eine Tordurchfahrt. Die verputzte Fassade des zweigeschossigen Gebäudes ist durch die Geschosse übergreifende Pilaster gegliedert. Die dritte Achse von links ist als flacher Risalit ausgebildet. Bedeckt ist der Bau von einem Mansarddach. Das Wohnhaus ist das größte Wohnhaus am Markt und hat dadurch eine wichtige städtebauliche Bedeutung.
Auf dem Hof des Anwesens steht ein Speicher. Er ist einer der wenigen erhalten gebliebenen Funktionsbauten eines Kaufmannshofes in Alsleben.
Im Denkmalverzeichnis für Alsleben (Saale) ist der Kaufmannshof unter der Erfassungsnummer 094 60018 als Baudenkmal eingetragen.